# Liste der Einträge im National Register of Historic Places im Pocahontas County (Iowa)

Lage des Pocahontas County in Iowa

Die Liste der Einträge im National Register of Historic Places im Pocahontas County in Iowa führt alle Bauwerke und historischen Stätten im Pocahontas County auf, die in das National Register of Historic Places aufgenommen wurden.
| [ 2 ] | Name                                  | Bild                                  | Eintragsdatum        | Lage                                              | Ort        | Beschreibung |
| ----- | ------------------------------------- | ------------------------------------- | -------------------- | ------------------------------------------------- | ---------- | --- |
| 1     | Laurens Carnegie Free Library         | Laurens Carnegie Free Library         | 1974 ID-Nr. 74000804 | 263 North 3rd Street 42° 50′ 54″ N, 94° 50′ 56″ W | Laurens    | 1910 im Mission Revival genannten Baustil errichtete Carnegie-Bibliothek; beherbergt heute das Pocahontas County Historical Museum |
| 2     | Pocahontas County Courthouse          | Pocahontas County Courthouse          | 1981 ID-Nr. 81000264 | Court Square 42° 44′ 14″ N, 94° 40′ 7″ W          | Pocahontas | 1923 im neoklassizistischen Stil errichtetes Justiz- und Verwaltungsgebäude des Pocahontas County                                  |
| 3     | Saints Peter and Paul Catholic Church | Saints Peter and Paul Catholic Church | 1994 ID-Nr. 94000086 | 16 2nd Avenue, NW 42° 44′ 5″ N, 94° 40′ 15″ W     | Pocahontas | 1882 im Italianate-Stil errichtete katholische Kirche böhmischer Einwanderer                                                       |